# Axiocerses maureli
Axiocerses maureli is een vlinder uit de familie van de Lycaenidae. De wetenschappelijke naam van de soort is voor het eerst geldig gepubliceerd in 1954 door Dufrane.